# 法卡山戰役
法卡山战役，中方称法卡山收复战，是一场中国人民解放军陆军边防部队与越南人民军的一场战役。也是1979年中越战争与两山战役之间规模最大的一场冲突。

## 背景

### 法卡山简介
法卡山位于中国广西壮族自治区宁明县上石地区边缘，海拔500米，由3个高地组成，面积为1万多平方米。1980年1月，越南派遣337师52团一部占领法卡山，利用有利地形向中国边境开枪开炮．并派遣特工人员渗透、袭扰和破环中国边境前沿哨所阵地。截至1981年4月止，越南军警特工对中国边境各种挑衅活动39起，发射枪弹2300余发，枪杀中国边民，破坏民房，使得群众流离失所。。

### 中方准备
为配合收复法卡山的战斗，战前将驻扎在广西宁明县的广西军区边防三师九团、驻贵县（今贵港市）的41军123师，隐蔽调防至法卡山周围。同时还将131师598团调入参与对法卡山的作战行动。而负责主攻法卡山以及其后的防守任务则由广西军区边防三师九团担负(54259部队)，其中有179名新入伍的战士参加了战斗，与老兵一起，是今次法卡山战斗的主要作战单位。战前，该营对属下单位进行了政治思想动员。营党委和各连党支部，向师团党委写了决心书。干部战士共写了一千五百八十二份请战书、决心书。许多同志甚至咬破手指写了血书，六连三班副班长万缅湘在血书中写道：“生为党而战，死与阵地存”。

## 过程

### 攻占法卡山
1981年5月5日凌晨6时，炮火准备后，广西军区边防三师九团二营四连在连长罗国宙的带领下一马当先，对法卡山上的越军阵地发起冲击。四连二班副班长李怀琼负责开辟通路，冲在最前面，第一个拉响爆破筒，和全班一起仅用九分钟就扫除了三米宽，一百米长的雷障，为部队打开了通路。这时盘踞在四，五号阵地的越军立刻使用机枪进行还击，随即将进攻部队死死地压住。在紧急的情况下一排长周坤胜迅速组织火力，向越军的火力点进行压制，同时指挥爆破组实施爆破，当即摧毁越军两个暗堡、一个A型工事和一条盖沟。一班长曾广偶趁爆破的效果，带领全班从两侧猛扑上去，将四、五号阵地上的越军全部击毙。四连二班副班长李怀琼，第一个冲上法卡山山顶，占领了三号阵地。55分钟后，四连全部攻克占领法卡山，战斗结束，四连随即转入防御。此战，共击毙越军9名，击伤14名。
战斗结束后，为便于组织防御，解放军必须将阵地前越军布设的地雷予以清除。工兵班战土莫金华主动请求担任排雷任务。从上午七点多到下午一点多钟，经过近七个小时连续工作，一人排雷五十一枚，扫清雷区面积三百多米，宽三十多米。为了防止越军反扑，晚上，莫金华又与全班其余人员在阵地前沿埋设地雷六百枚。在其后的在排雷任务中，莫金华在越军炮火下阵亡。

### 越军反扑
1981年5月10日，越军向狭小的法卡山上打了两千余发炮弹，其中包括使用延期引信的160毫米迫击炮。炮弹钻进两米多的土层才爆炸，阵地上的土木质、钢筋水泥构件，钢筋和槽形钢板构筑工事，都先后被越军炮火摧毁、战壕被炸平。上午，越军在重炮和坦克的掩护下、以一个加强连的兵力兵分三路向解放军阵地进行轮番冲击。在5月10日当日，越军组织了三次反扑，均被四连击退，越军被击毙30名，击伤80名，这次战斗，四连荣立集体一等功，获得广州军区授予的“攻如猛虎，守如泰山”锦旗一面。随后四连撤下阵地休整，五连与六连随即接手防御。
1981年5月16日凌晨，越军再次向中国人民解放军阵地上倾泻了近千发炮弹，摧毁解放军工事，随即越军以一个团的兵力，在重炮的掩护下，分多路，多方向，多梯次向解放军阵地实施反扑。在5号阵地，坚守在法卡山最前沿5号阵地的人民解放军五连七班在排长尹风光的带领下，与越军展开激烈战斗。此战，五连三排和二排共击毙越军110人。其后越军的炮火越来越猛烈，后面指挥的营部发了疯似的向五连呼叫，但阵地上的通讯器材全部被炮火损坏，步谈机里面毫无五连的回应。越军的攻势持续至凌晨才停止，仅这一天，越军就在解放军阵地上陈尸500余具；而解放军五连也付出了阵亡29人，六连阵亡26人，先期撤下充当预备队的四连阵亡4人。
1981年5月19日凌晨，越军在炮兵掩护下再以一个营的兵力轮番强攻。解放军驻守的部队再次反击，在步炮协同下，击毙越军100余名，打退越军的反扑。
1981年6月7日，越军发射炮弹上千发，再次以约1个营的兵力向法卡山及其两侧高地进攻，此次越军的攻势再次被瓦解。战斗结束后，越军部队也急需修整，因此一连数天战场基本沉寂。自此，法卡山战役基本结束。

## 后续与总结
此战，中国人民解放军没有使用陆军野战部队，而是使用了装备较差，训练水平也较低的边防部队作为主要作战力量。陆军123师虽也被调入前线待命，但出于未知原因，仅有1个加农炮连参与了战役，仍然没能完全发挥出解放军面对越军最大的优势——火炮。因此，法卡山一战，广西军区边防三师九团的损失大大超过预料，共战死232人，伤106人。阵亡者多是18岁至25岁的士兵或下级干部，籍贯以两广、两湖、贵州、河南为主，烈士中154人葬在广西的宁明县烈士陵园，二营阵亡的78人葬于别处。 
3年后的1984年4月，中国发起老山战役，开启了十年两山战役的序幕，自那以后云南方向成为了中越对抗的焦点与前线。在法卡山，越军为配合云南战线，向中国法卡山阵地发射炮弹数千发，但没有采取其他军事行动。
战后，中国人民解放军长期占据法卡山的全部五个高地。2008年12月31日，中国和越南方面就法卡山地区达成最终共识，中国归还属于越南境内的法卡山4号和5号高地，法卡山主峰为骑线山。

## 战后被授予荣誉称号的单位
- 法卡山英雄营：广西边防三师九团二营，现南部战区陆军边防三一三旅二营

## 脚注
1. ↑  推测是123师炮兵团下属